# Françoise Dolto
Françoise Dolto, född Marette 6 november 1908 i Paris, död 25 augusti 1988 i Paris, var en fransk barnläkare och psykoanalytiker, pionjär inom barnpsykoanalys. Med Jacques Lacan var hon Frankrikes mest berömda psykoanalytiker under 1900-talet.

## Biografi
Françoise Marette föddes i en borgerlig familj. Hon blev medicine doktor 1939.
Då hon studerade för att bli läkare gick hon i psykoanalys 1934–1937. Därefter blev hon medlem i Paris freudianska förening, Frankrikes freudianska förening samt freudianska skolan i Paris. Hon arbetade på hôpital Trousseau i Paris för nästan 40 år. Hon utvecklade nya metoder till att kommunicera effektivt med barn och tolka deras kroppspråk, samt nya protokoll inom barnpsykoanalys.
Hennes böcker översattes till många språk, bland annat svenska. Hon skrev om sina erfarenheter som psykoanalytiker och författade också en självbiografi. Hon var aktiv på radio, åren 1976–1978 svarade hon på lyssnarfrågor och gav råd gällande barnuppfostran på France Inter. Detta program blev mycket populärt och gjorde henne till ett hushållsnamn i Frankrike.

## Privatliv
Françoise Dolto gifte sig 1942 med en ryskfödd läkare och fysioterapeut, Boris Dolto. De fick tre barn, varav den äldre blev känd som sångare under namnet Carlos.
Hennes bror Jacques Marette var postminister i Georges Pompidous regering 1962–1967.